# Pangrapta cryptoleuca
Pangrapta cryptoleuca là một loài bướm đêm trong họ Erebidae.